# Stizolestes eritrichus
Stizolestes eritrichus là một loài ruồi trong họ Asilidae. Stizolestes eritrichus được Philippi miêu tả năm 1865.